# Genetta abyssinica
Genetta abyssinica är en däggdjursart som först beskrevs av Rüppell 1836.  Genetta abyssinica ingår i släktet genetter och familjen viverrider. IUCN kategoriserar arten globalt som livskraftig. Inga underarter finns listade.

## Utseende
Detta rovdjur når en kroppslängd (huvud och bål) av 40 till 50 cm, en svanslängd av 38 till 45 cm och en vikt av 1,3 till 2,0 kg. Pälsen är främst sandfärgad med grå skugga. På ovansidan bildar mörka fläckar fem längsgående strimmor. Dessutom finns sju eller åtta mörka ringar på svansen samt en svart svansspets. Mellan framtassarnas fingrar finns ingen päls. Exemplar i höglandet har allmänt en mörkare pälsfärg. På de ljusgråa händer och fötter förekommer inga punkter. Djuret kännetecknas av korta extremiteter. Fotsulans mitt är lite uppåt böjd och där finns inga hår. Arten har i varje käkhalva 3 framtänder, 1 hörntand, 4 premolarer och 2 molarer.

## Utbredning
Arten förekommer i Etiopien och angränsande regioner av Djibouti, Eritrea, Somalia och Sudan. I bergstrakter och på högplatå når den 3750 meter över havet. Troligen är habitatet mycket varierande. Genetta abyssinica hittades bland annat i gräsmarker, i träsk och i torra bergsskogar. Regionens befolkning berättar även om möten nära samhällen.

## Ekologi
Antagligen har arten samma levnadssätt som andra genetter. Individer som hölls i fångenskap matades framgångsrik med hund- eller kattmat.
Individer i låglandet är vanligen aktiva mellan skymningen och gryningen men exemplar i höglandet kan ibland vara dagaktiva. Antagligen lever vuxna djur ensam när honan inte är brunstig. Genetta abyssinica jagar främst gnagare och andra små ryggradsdjur som kompletteras med insekter och frukter. Antagligen varierar valet av födan beroende på individens utbredning.